# Dam Ci gwiazdkę z nieba
Dam Ci gwiazdkę z nieba (ros. Дарю тебе звезду) – radziecki krótkometrażowy film animowany z 1974 roku w reżyserii Fiodora Chitruka. Humorystyczna historia roli kobiety i mężczyzny w rodzinie na przełomie epok i na przestrzeni wieków.

## Obsada (głos)
- Walentin Nikulin jako narrator

## Nagrody
- 1975: Nagroda specjalna jury w konkursie filmów krótkometrażowych na Międzynarodowym Festiwalu Filmowym w Cannes.
- 1976: Nagroda Państwowa ZSRR